# Neobythites franzi
Neobythites franzi är en fiskart som beskrevs av Nielsen 2002. Neobythites franzi ingår i släktet Neobythites och familjen Ophidiidae. IUCN kategoriserar arten globalt som otillräckligt studerad. Inga underarter finns listade i Catalogue of Life.